# Egidius Braun
Egidius Braun (ur. 27 lutego 1925 w Breinig, zm. 16 marca 2022) — niemiecki działacz sportowy. Od 1992 do 2001 roku był prezesem Niemieckiego Związku Piłki Nożnej (DFB). W tym czasie reprezentacja Niemiec zdobyła mistrzostwo Europy (1996) i dwukrotnie grała na mistrzostwach świata (1994 i 1998). Po odejściu z funkcji szefa DFB otrzymał tytuł prezesa honorowego. W 1997 otrzymał Berliński Order Zasługi.